# Masyaf (nahija)
Nahija Masyaf (arap. ناحية مركز مصياف‎) je sirijska nahija u okrugu Masyaf u pokrajini Hama. Po popisu iz 2004. (prije rata), nahija je imala 68.184 stanovnika. Administrativno sjedište je u naselju Masyaf.